# Revercombs Corner
Revercombs Corner ist ein gemeindefreier bewohnter Ort („populated place“) im Rappahannock County im US-Bundesstaat Virginia.
Der Ort liegt im Süden des Countys. Im Ort kreuzen sich die Virginia State Route 231 und die State Route 707.